# 運営会社
運営会社（うんえいがいしゃ）とは、とある事物の運営を主として遂行する会社、企業、法人。
運営会社の業務には、プロ野球やプロサッカー、プロレス団体などのプロフェッショナルスポーツチーム・クラブチームの活動指揮と事業の運営、野球場やサッカースタジアムなどの施設、また、国際空港や鉄道路線を事業として運営、管理するなどがある。

## 主な運営会社
（日本）
日本ではプロ野球の「株式会社読売巨人軍」や「株式会社阪神タイガース」、プロサッカーの「株式会社鹿島アントラーズ・エフ・シー」、プロバスケットボールの「トヨタアルバルク東京株式会社」など、親会社から独立する企業体として球団を経営している例が多い。一方で「広島東洋カープ」のように球団名に企業名が入っていながら、個人事業主（松田家）が球団の運営を行っている例もある。
プロスポーツチームの運営会社の中には興行を主催する主催会社・興行会社の一面をもつ。
スタジアムやホール施設運営では東京ドームや後楽園ホールを運営する「株式会社東京ドーム」、味の素スタジアムを運営する「株式会社東京スタジアム」、さいたまスーパーアリーナを運営する「株式会社さいたまアリーナ」などがある。
日本のフィットネスクラブなどのトレーニングジム施設運営ではコナミスポーツやセントラルスポーツなどの運営会社がある。ボクシングジムなどでは株式会社協栄ボクシング（協栄ボクシングジム）、帝拳プロモーション（帝拳ジム）など。
また、日本の空港運営者には成田国際空港を運営・管理する成田国際空港株式会社や中部国際空港を運営・管理する中部国際空港株式会社といった、空港の施設・管理などを専門に行う運営会社も見られる。鉄道では鉄道運営会社・鉄道会社や鉄道駅の構内商業施設運営企業など。
日本のレジャー施設運営企業にはオリエンタルランドグループ、長島観光開発、富士急ハイランドなど。日本のゴルフ場運営管理会社にはアコーディア・ゴルフ、PGMホールディングスなど。 日本のホテル運営会社には藤田観光、プリンスホテル、星野リゾート、ホテルオークラ、リゾートトラストなど。
映画館運営の会社・企業にはユナイテッドシネマグループ、TOHOシネマズなど。
駐車場運営事業者には、日本駐車場開発、日本パーキング、パーク24など。
劇団/劇場運営も、株式会社劇団民芸、株式会社俳優座劇場などがあり、劇団四季を運営している会社は四季株式会社である。